# Rebecca Tobin
Pour les articles homonymes, voir Becca Tobin et Tobin.
Rebecca Tobin, née le 21 avril 1988 à Glendale (Arizona), est une basketteuse américaine. 

## Biographie
Formée aux Sun Devils d'Arizona State (où elle joue deux ans avec Briann January), ses statistiques de 6,7 points (50,2 % d'adresse aux tirs) et 3,9 rebonds de moyenne entre 2007 et 2011 ne lui permettent pas d'être draftée. Diplômée en justice criminelle, elle est surnommée Becca. Remplaçante ses trois premières saisons, elle débute 28 de ses 32 rencontres en senior, devenant la meilleure rebondeuse (6,4 prises de moyenne) et première à l'adresse aux lancers francs (84,8 %), seconde à la marque (9,7 points) et aux contres (1,2) et troisième à l'adresse aux tirs de champ (49,1 %).
Sa carrière professionnelle débute en 2011-2012 avec ASD Basket Parme (7,8 points et 5,1 rebonds de moyenne) où elle joue avec Nicole Antibe. En 2012-2013, elle affiche 15,2 points à 51,8 % aux tirs et 7,0 rebonds de moyenne avec CSU Alba Iulia, équipe avec laquelle elle atteint la finale de la Coupe de Roumanie et les demi-finales du championnat.
En  2013-2014, elle joue avec l'équipe hongroise DVTK Miskolc pour 12,3 points et7,5 rebonds de moyenne en Middle European League et 12,9 points et 10,1 rebonds en championnat national (demi-finaliste) et en 8,1 points et 10,0 rebonds en huit rencontres d'Eurocoupe .
Pivot mobile pour sa taille, elle est engagée par Angers pour remplacer la croate Iva Slišković. Elle réalise dès la quatrième journée une belle performance avec 28 points (12/18 à deux points, 4/4 aux lancers-francs), 8 rebonds, 4 contres, 2 passes décisives, 1 interception et 1 balle perdue pour 36 d'évaluation en 33 minutes. lors du succès 71-63 face à Tarbes.
En 2015, elle effectue la pré-saison avec le Mercury de Phoenix, mais n'est pas conservée. Lors de son unique rencontre, elle inscrit 5 points et 3 rebonds, mais se blesse pendant le trajet retour début juin. Remise de son malaise cardiaque à l'aéroport de Seattle, elle signe rétablie mi-novembre en France avec le club d'Arras, mais la Ligue refuse d’homologuer le contrat de l’intérieure américaine pour raisons financières.